# Глазгоу (Орегон)
Глазгоу (енгл. Glasgow) насељено је место без административног статуса у америчкој савезној држави Орегон.

## Демографија
По попису из 2010. године број становника је 763.
| Група             | 2000.    | 2010.       |
| Белци             | 0 (0,0%) | 687 (90,0%) |
| Афроамериканци    | 0 (0,0%) | 1 (0,1%)    |
| Азијати           | 0 (0,0%) | 12 (1,6%)   |
| Хиспаноамериканци | 0 (0,0%) | 28 (3,7%)   |
| Укупно            | 0        | 763         |